# Giuseppe Farese
Giuseppe Farese (Atripalda, 14 maggio 1933) è un germanista e traduttore italiano.

## Biografia
Dopo alcuni anni trascorsi come lettore di italiano a Monaco di Baviera, dal 1975 al 2008 ha insegnato Letteratura tedesca all'Università degli Studi di Bari, divenendone Professore emerito. 
È il principale studioso italiano dell'autore austriaco Arthur Schnitzler, del quale ha tradotto un'ampia selezione di opere per vari editori. Ha pubblicato studi e ricerche sulla Letteratura tedesca nell'epoca della Restaurazione e su diversi autori del Modernismo Viennese.

## Opere
Monografie
- Individuo e società nel romanzo "Der Weg ins Freie" di Arthur Schnitzler, Roma, Bulzoni, 1969.
- Poesia e rivoluzione in Germania: 1830-1850, Bari, Laterza, 1974.
- Arthur Schnitzler. Una vita a Vienna, 1862-1931, Milano, Mondadori, 1997.

### Curatele
- Peter Altenberg, Favole della vita. Una scelta dagli scritti, trad. di Renata Colorni, Milano, Mondadori, 1981.
- AA.VV., Arthur Schnitzler e il suo tempo, Milano, Shakespeare & Company, 1983.
- Kafka oggi, Bari, Adriatica, 1986.

### Traduzioni
- Arthur Schnitzler, Novelle, Introduzione, scelta e versione, Collezione Poeti e Prosatori tedeschi n.6, Roma, Edizioni dell'Ateneo, 1971.
- Arthur Schnitzler, Novelle, 2 voll., Introduzione di Federico Cesi, Roma, Edizioni dell'Ateneo-Scipioni, 1985; Scipioni, 1993, ISBN 978-88-836-4093-3.
- Arthur Schnitzler, Opere, Introduzione, trad., note, bibliografia e curatela, Collezione I Meridiani, Milano, Mondadori, 1987; II ed., Mondadori, 1995, ISBN 978-88-043-0948-2.
- Eduard von Keyserling, Dumala, Collana Oscar Oro n.21, Milano, Mondadori, 1989; Milano, Marcos y Marcos, 2005, ISBN 978-8871684116.
- Arthur Schnitzler, Pensieri sulla vita e sull'arte, Milano, Mondadori, 1996, 2000.
- Arthur Schnitzler, Diari e lettere, Milano, Feltrinelli, 2006.